# Museo de Lesya Ukrainka (Surami)
El Museo de Lesya Ukrainka (en georgiano: ლესია უკრაინკას მუზეუმი) es un museo conmemorativo dedicado a la escritora Lesya Ukrainka situado en Surami, Georgia.
El museo está en la avenida Guramishvili 2 de Surami, parte del municipio de Jashuri en la región de Iberia interior.
El museo fue creado en 1952 gracias a la ayuda del escritor georgiano Giorgi Leonidze. Las instalaciones del museo son un edificio residencial donde Lesya Ukrainka y su esposo Kliment Kvitka vivieron en el complejo durante los últimos años de su vida. Ambos terminaron en Surami por consejo de los médicos, que sugirieron un clima más al sur para mejorar su enfermedad, una derivación de la tuberculosis conocida como enfermedad de Pott. 
En el museo hay una muestra de sus obras, objetos conmemorativos, manuscritos, correspondencias, fotografías, etc. Actualmente, el museo también alberga una biblioteca y junto al museo hay un busto de Lesya Ukrainka hecho por Tamar Abakelia.
En 2020 se inició el proyecto de rehabilitación del museo de Lesya Ukrainka en 2020, con una fecha esperada para su conclusión en mayo de 2023.